# Lliga Frisona
Unió Cristiano Històrica Frisona (neerlandès Bond van Kiesvereenigingen op Christelijk-Historischen grondslag in de provincie Friesland, frisó Bûn fan Kiesferienings op Kristlik-Histoaryske Grûnslach yn de provinsje Fryslân), més coneguda com a Lliga Frisona (Fryske Bûn o Friesche Bond) fou un partit polític neerlandès creat el 24 de març de 1898 pel ministre reformat Hoedemaker, influït per Abraham Kuyper, fundador del Partit Antirevolucionari, partidaris també de treballar plegats catòlics i protestants, estendre el sufragi i rebutjar la teocràcia a favor de l'esfera de sobirania. També eren partidaris de la disciplina de partit i rebutjaren l'escissió de les Esglésies Reformades als Països Baixos de l'Església Reformada Neerlandesa.
Tot i que era molt centrat a Frísia, també tenia militants a Holanda del Sud. Va obtenir representació a les eleccions legislatives neerlandeses de 1901 i de 1905. El 1908 va decidir unir-se al Partit Cristià Històric per a fundar la Unió Cristiana Històrica.